# 742 (číslo)
Sedm set čtyřicet dva je přirozené číslo. Následuje po čísle sedm set čtyřicet jedna a předchází číslu sedm set čtyřicet tři. Římskými číslicemi se zapisuje DCCXLII a řeckými číslicemi ψμβ.

## Matematika
742 je:
- Desetiúhelníkové číslo
- Deficientní číslo
- Složené číslo
- Nešťastné číslo

## Astronomie
- (742) Edisona je planetka hlavního pásu, kterou objevil v roce 1913 Franz Kaiser

## Ostatní
- Evergreen Terrace 742 – ulice a číslo domu rodiny Simpsonových ze seriálu Simpsonovi

## Roky
- 742
- 742 př. n. l.